# ハンスケン

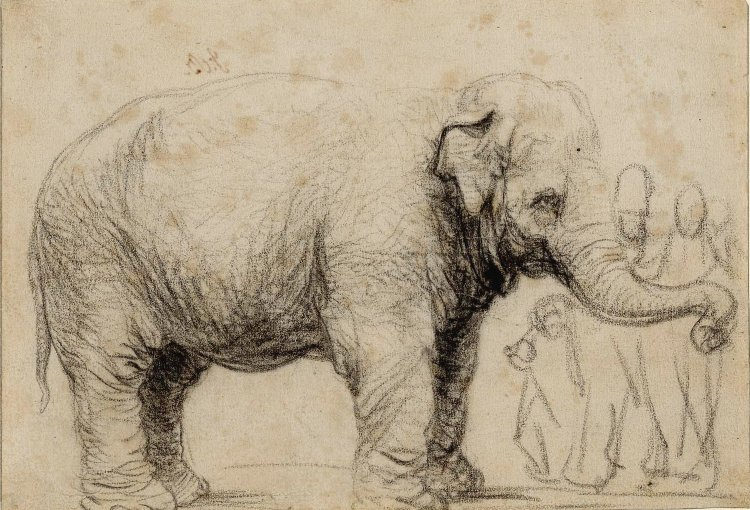
レンブラントによるハンスケンのスケッチ、1637年

ハンスケン（Hansken、1630年 - 1655年11月9日）は、17世紀中期のヨーロッパで名を広く知られたメスのアジアゾウである。ハンスケンはサーカスのデモンストレーションとしてヨーロッパのさまざまな国を旅行し、画家レンブラントや、版画家のステーファノ・デッラ・ベッラ（en:Stefano della Bella）がその姿をスケッチしたことで今日まで名を残している。

## 生涯

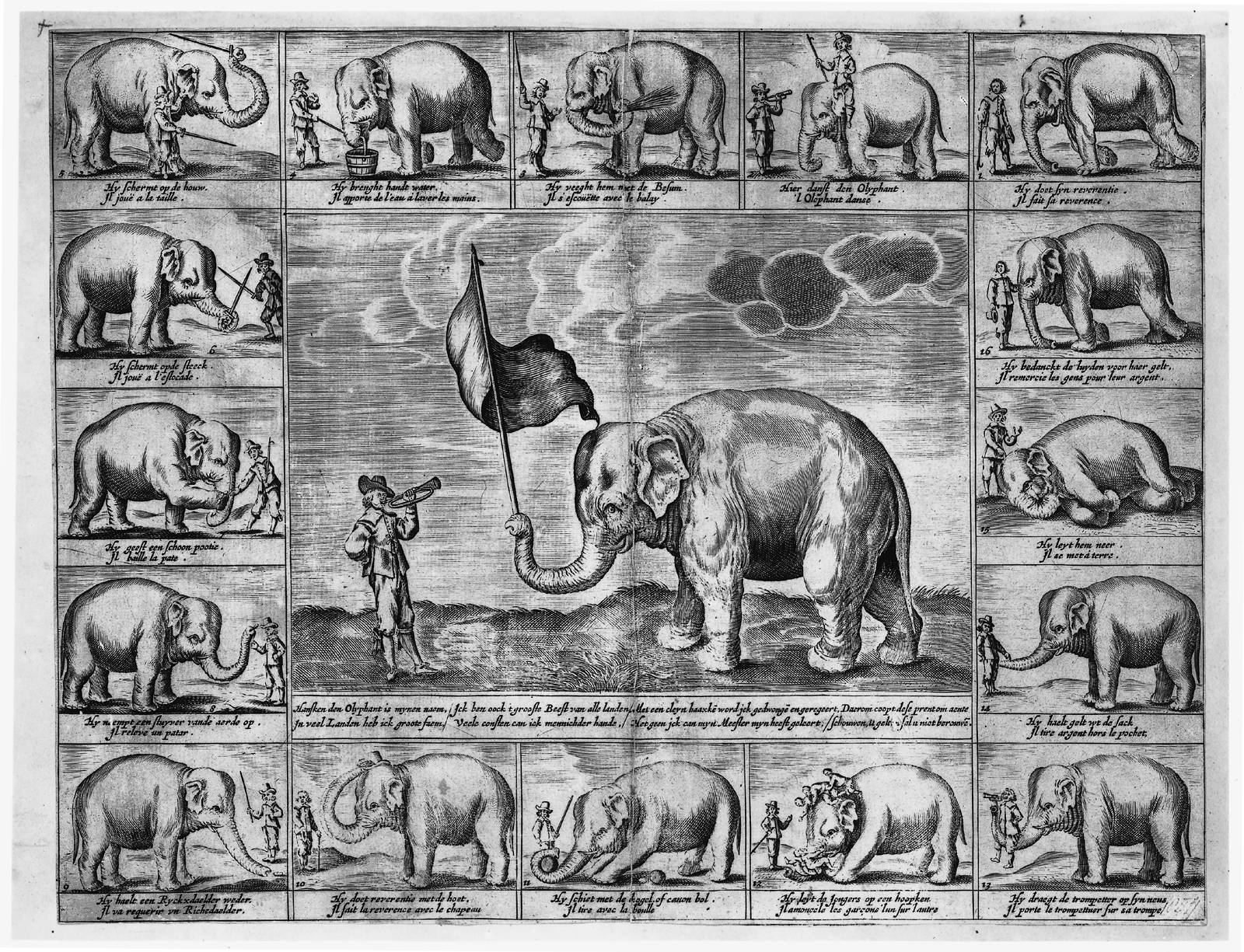
ハンスケンによる芸の数々、作者不詳の銅版画(17世紀）

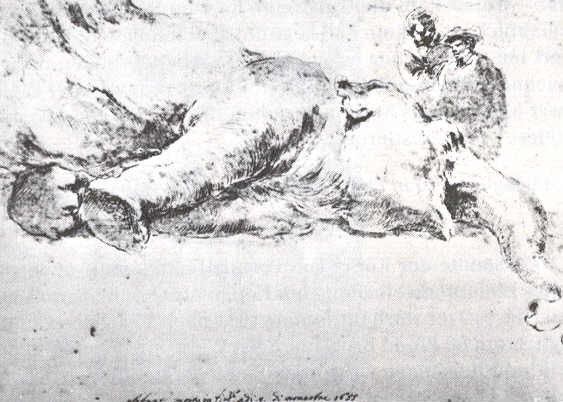
ハンスケンの死、デッラ・ベッラのスケッチ（1655年）

ハンスケンはセイロンで生まれ、オランダには1637年に連れてこられた。ハンスケンの名は、マラヤーラム語で象を意味する「aana」のオランダ語での短縮形に由来するという。レンブラントはハンスケンを1637年にアムステルダムで見物し、4枚の素描をチョークで描きあげた。　
ハンスケンは、ネーデルランドやドイツの博覧会を巡回した。ハンブルクでは1638年、ブレーメンには1640年、ロッテルダムには1641年、フランクフルトでは1646年と1647年の2回、リューネブルクには1650年に訪れた記録が残っている。ライプツィヒには1649年と1651年の2回訪れたと推定されている。
17世紀においては、象という動物には非常に高い知的能力があると思われていた。大プリニウスによれば、象は人間の知性に最も近く、人間の言葉を理解し、命令に従い、その上宗教心や良心の感覚も持ち合わせているとされた。大プリニウスは、ある1頭の象がギリシャ文字を書くことを習得したことがあると報告さえしている。
ハンスケンは文字習得の期待に応えることはできなかったが、旗を振り、ピストルを発射し、ドラムを叩き、前足を持ち上げ、ポケットから小銭を取り出し、帽子を被り、水の入ったバケツを運び、地面に落ちたコインを拾うなどのさまざまな芸はできた。
1651年にハンスケンはチューリッヒ、ゾロトゥルン、ブレゲンツ、ザンクト・ガレンを巡ってローマへと旅行した。フィレンツェでは、ステーファノ・デッラ・ベッラがハンスケンの姿を描いている。デッラ・ベッラはハンスケンが1655年11月9日に死んだ直後にも、その遺骸をスケッチしている。